# Владимир Джанибеков
Влади́мир Алекса́ндрович Джанибе́ков (на руски: Владимир Александрович Джанибеков), роден с фамилно име Крисин (Крысин), е бивш летец-космонавт на СССР (1978), 2 пъти герой на Съветския съюз (1978, 1981), генерал-майор от авиацията (1985).

## Биография
Роден е на 13 май 1942 г. в сгт. Искандар (тогава в Южноказахстанска област, Казахска ССР; от 1956 г. в Ташкентска област, Узбекска ССР) в семейство на офицер от МВР и медицинска сестра. Скоро след раждането му неговото семейство се преселва в Ташкент. Етнически руснак, след сватбата си сменя фамилното си име с името на първата си съпруга Лилия Джанибекова (внучка на етнографа и тюрколог Абдулхамид Джанибеков, ногаец от Астрахан). След развода си с нея запазва фамилното си име и когато се жени отново.
Завършва Ташкентското Суворовско училище през 1960 г. и Ейското висше авиационно училище за летци през 1965 г.
През същата година след дипломирането си започва да служи като летец-инструктор във ВВС на СССР.
От 1970 г. е в Отряда на космонавтите. Преминал пълния курс по общокосмическа подготовка и подготовка за космически полети на космическия кораб тип „Союз“ и орбитални станции тип „Салют“.
Извършва 5 космически полета като командир на кораб.
Първият полет е на кораба „Союз 27“ и орбиталната станция „Салют-6“ (10 – 6 януари 1978). Продължителността на полета е 5 денонощия и 23 часа.
Вторият полет е на кораба „Союз 39“ и орбиталната станция „Салют-6“ (22 – 30 март 1981).
Третият полет е на кораба „Союз Т-6“ и орбиталната станция „Салют-7“ (24 юни – 2 юли 1982).
Четвъртият полет е като командир на кораба „Союз Т-12“ и орбиталната станция „Салют-7“ (17 – 29 юли 1984 г.). По време на полета прави едно излизане в открития космос с продължителност 3 часа 35 мин., заедно с втората космонавтка Светлана Савицкая за изпитания на установката за рязане и заваряване на материал в космоса.
Петият полет е като командир на кораба „Союз Т-13“ и орбиталната станция „Салют-7“ (6 юни – 26 септември 1985). Продължителността на полета е над 112 денонощия. Счита се, че този полет е най-сложният от техническа гледна точка в историята на съветската космонавтика.
След разпадане на радиовръзката и подаване на грешна команда от Центъра за управление на полетите станцията „Салют-7“ вследствие от нарушения в електрозахранването (ориентиране на слънчевите батерии към Слънцето) започва напълно неуправляем полет. За възстановяване на контрола над станцията е изпратена експедиция с модифицирания за тази цел кораб „Союз Т-13“ в състав Джанибеков и Виктор Савиних.
От кораба е демонтирана системата за автоматично скачване и креслото на третия космонавт, подобрени са средствата за визуално наблюдение за осъществяване на ръчно скачване, монтиран е лазерен далекомер и снабден с допълнителни запаси вода, захранване и кислород. Приближаването на кораба към станцията е осъществено с участието на наземни и космически средства на системата за противоракетна отбрана.
За успешното изпълнение на задачите на този полет Джанибеков получава званието генерал-майор от авиацията.
От 1985 до 1988 г. е командир на отряда на космонавтите в Центъра за подготовка на космонавти „Ю. Гагарин“ (ЦУП). След това до 1997 г. е началник на Управлението по теоретична и научноизследователска подготовка в ЦУП.
През 1991 – 1994 г. в състава на американо-руски екипаж участва в няколко опита да се извърши околосветски полет без кацане с въздушен балон. За целта провежда в САЩ необходимата подготовка и полага изпити за сертификат на пилот на апарати, по-лъке от въздуха, допуснат е до изпитателни полети. На различни летателни апарати от този вид е налетял около 100 часа.
Член е на Съюза на художниците на СССР. Автор е на ескизи за съветски (№ 5007, 5008, 5109, 5110 по каталога на пощенските марки на СССР) и за американски пощенски марки. Автор е също на концепцията и дизайна на няколко модела ръчни часовници, произведени в ограничена серия.
От 1970 до 1991 г. е член на КПСС. Действителен член на Международния клуб „Леонардо“. Президент на Асоциацията на музеите по космонавтика на Русия (2010). Председател на Надзорния съвет на Дружеството за дружба с Непал.
| Космически полети на Владимир Джанибеков                            | Космически полети на Владимир Джанибеков | Космически полети на Владимир Джанибеков | Космически полети на Владимир Джанибеков | Космически полети на Владимир Джанибеков |
| №                                                                   | Дата                                     | КК                                       | Функции                                  | Продължителност                          |
| ------------------------------------------------------------------- | ---------------------------------------- | ---------------------------------------- | ---------------------------------------- | ---------------------------------------- |
| 1                                                                   | 10 януари 1978                           | „Союз 27“                                | Командир                                 | 5 денонощия 22 часа 58 мин 58 сек.       |
| 2                                                                   | 22 март 1981                             | „Союз 39“                                | Командир                                 | 7 денонощия 20 часа 42 мин 3 сек.        |
| 3                                                                   | 24 юни 1982                              | „Союз Т-6“                               | Командир                                 | 7 денонощия 21 часа 50 мин 52 сек.       |
| 4                                                                   | 17 юли 1984                              | „Союз Т-12“                              | Командир                                 | 11 денонощия 19 часа 14 мин 36 сек.      |
| 5                                                                   | 6 юни 1985                               | „Союз Т-13“                              | Командир                                 | 112 денонощия 3 часа 12 мин 6 сек.       |
| Сумарно време в космоса – 145 денонощия 15 часа 58 минути и 35 сек. |                                          |                                          |                                          |                                          |

## Награди
- 2 пъти Герой на Съветския съюз (16 март 1978, 30 март 1981)
- 5 ордена „Ленин“ (16 март 1978, 30 март 1981, 2 юли 1982, 29 юли 1984, 26 септември 1985)
- Орден „Червена звезда“ (15 януари 1976)
- Орден „За служба на Родината във Въоружените сили на СССР“ III степен
- Орден „Дружба“ (1996)
- Герой на Монголската народна република (1981)
- Орден „Сухе Батор“ (Монголия, 1981)
- Орден на Почетния легион (Франция, 1982)
- Орден „Държавно знаме на УНР“ (УНР, 1980)
- Почетен гражданин на градове в Казахстан – Аркалик, Джезказган и Ленинск, в Монголия – Улан Батор, в Русия – Гагарин, Калуга и Черкеск, в САЩ – Хюстън, в Узбекистан – Газалкент, Чирчик.